# Dhanurasana

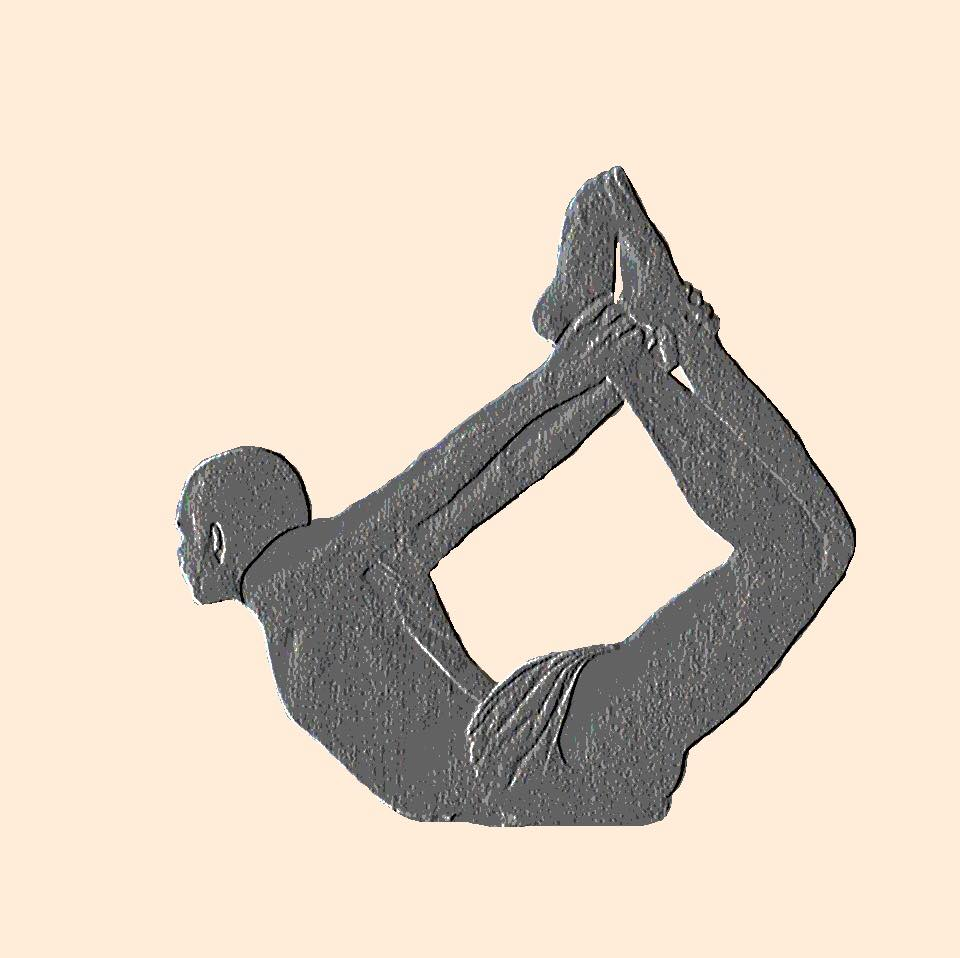
Dhanurasana

Dhanurasana (Sanskrit धनुरासन, IAST dhanurāsana), deutsch Bogen, ist eine klassische Übung des Yoga und Teil der Rishikesh-Reihe. Der Sanskritname bildet sich aus den Wörtern dhanus „Bogen“ und āsana „Sitz“ oder allgemeiner übersetzt „Körperhaltung“. Das körperliche Bild erinnert an einen gespannten Bogen.

## Vorbemerkung
Die älteren Schriften des Yoga, ohne später hinzugefügte Kommentare gelesen, lassen für die Ausführung von Dhanurasana einen Spielraum der Interpretation zu. In der Hathapradipika (verfasst im 14. Jhd.) lautet der Vers für den Bogen: „Die großen Zehen mit den Händen hoch zu den Ohren ziehen, die Biegung eines Bogens ausführen, wird dhanurasana genannt“ (I, 25). Die Gherandasamhita (wahrscheinlich aus dem 17. Jhd.) sagt: „Man strecke die beiden Beine auf dem Fußboden aus, gerade wie ein Stock, erfasse die Füße mit den Händen und beuge den Leib wie einen Bogen, so wird dies von den Yogis dhanurasana oder die Bogen-Positur genannt“ (II, 18).

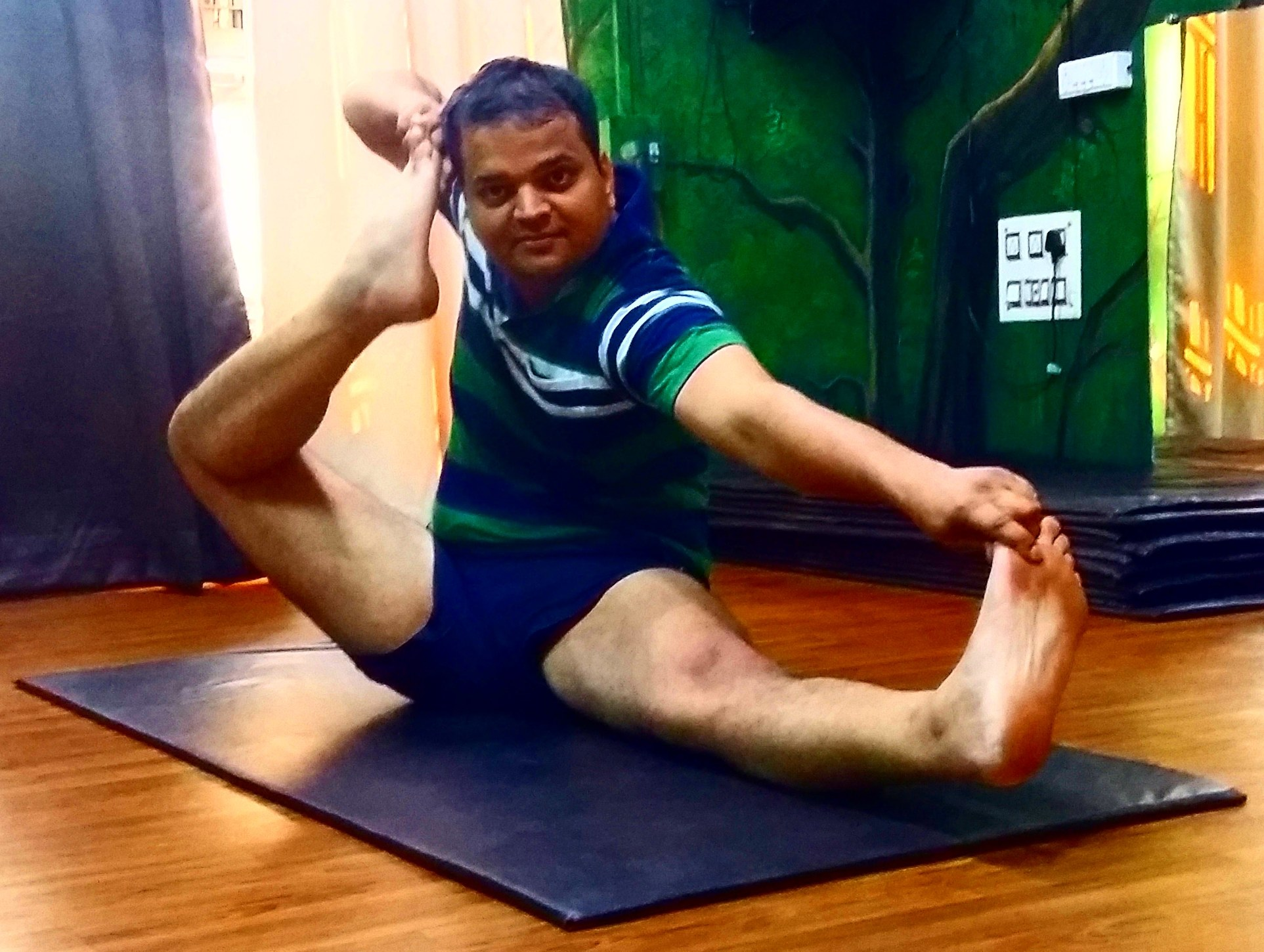
Akarna Dhanurasana, Swami Vishnudevananda nennt diese Pose „Pfeil und Bogen“

In beiden Dokumenten ist nicht eindeutig ausgedrückt, ob die Stellung aus der Sitzposition oder aus der Bauchlage geformt wird. Beide Ausgangspositionen sind möglich und führen jeweils in unterschiedliche Stellungen:
Akarna Dhanurasana (akarna bedeutet „zum Ohr“) beginnt in der Sitzhaltung. Abwechselnd wird ein Fuß zum Ohr geführt. Diese Asana sei hier nur am Rande erwähnt, denn der Artikel ist dem klassischen Bogen, der in der Bauchlage beginnt, gewidmet.

## Körperliche Ausführung
B. K. S. Iyengar lässt den Körper in ganzer Länge mit dem Bauch auf dem Boden ablegen, dann die Arme nach hinten strecken und die angewinkelten Beine am jeweiligen Fußknöchel ergreifen. Die Beine und die Brust werden nun durch einen Zug der Arme vom Boden abgehoben. „Die Arme und Hände arbeiten als Bogensehne, um den Körper wie einen gekrümmten Bogen anzuspannen.“ Rippen und Beckenknochen haben in der Endstellung keinen Kontakt mehr zum Boden, nur der Bauch liegt auf.
Auch nach der Anleitung von Swami Sivananda ziehen die Hände die Füße nach oben, nicht mit einem heftigen Ruck, sondern stetig. „Unter- und Oberarme müssen gerade und straff gehalten werden. Wenn man auch die Beine gut streckt (die Knie fest geschlossen!), kann man den Oberkörper heben.“
Die Anleitung von Swami Vishnudevananda, einem Schüler von Sivananda, ist in den Grundzügen identisch.
Das Sivananda Yoga Vedanta Zentrum folgt ebenfalls dieser Ausführung mit aktiver Zugkraft der Arme und lässt auch den Kopf nach oben richten: „Nach hinten beugen und hochschauen.“
Im Ashtanga (Vinyasa) Yoga wird der Oberkörper mehr angehoben als die Beine. Die Brust wird weit geöffnet. Die Arme sind dadurch annähernd in einer waagerechten, horizontalen Linie.
André van Lysebeth schreibt einleitend, der Bogen verbinde „eine unvergleichliche Wirkung mit einer Einfachheit, die jedoch nicht Leichtigkeit bedeutet.“ Er empfiehlt, nach Einnehmen der Ausgangshaltung und Fassen der Knöchel mit den Händen und Fingern, die Beine „allein“ nach oben arbeiten zu lassen. „Dies geschieht durch eine sehr kräftige Kontraktion der Schenkel- und Wadenmuskulatur, wodurch die Schultern gehoben und der Rücken gebogen werden.“ Die Arme bleiben in der Übung passiv.
Die Anleitung des Bogens im Stile des Bikram Yoga beschreibt differenziert die Muskelpartien, die zum Abheben der Beine vom Boden zum Einsatz kommen müssen. Bei der Praxis solle man sich vorstellen, man würde den Bauch, die Gesäßhälften und den unteren Rücken in Richtung Boden pressen. „Gleichzeitig drücken Sie mit der Oberseite Ihrer Füße nach oben und gegen die Hände […].“ Man würde so erkennen, welche Muskeln zum Anheben der Oberschenkel nötig sind.

## Führung der Aufmerksamkeit in der Übung
André van Lysebeth schlägt vor, in der statischen Phase die Aufmerksamkeit auf die Entspannung des Rückens zu richten.
Swami Kriyananda, Schüler des Yogi Paramahansa Yogananda, empfiehlt, auf die zentrale Achse der Wirbelsäule zu achten und folgende Affirmation zu denken: „Ich rufe meine zerstreuten Energien zurück, um die Wirbelsäule aufzuladen.“
Die Aufmerksamkeit kann auch auf die seelische Bedeutung der Übung gerichtet werden:

## Gesundheitliche Aspekte
Erling Petersen teilt mit, dass die Stellung gut für Menschen sei, „die viel am Schreibtisch sitzen oder Auto fahren, denn sie wirkt der vorwärtsgeneigten und gebeugten Haltung entgegen. Dhanurasana regt Herz und Blutkreislauf an, belebt die Rückennerven und bringt den inneren Organen eine Tiefenmassage.“
André van Lysebeth erwähnt, dass sich nach der Ausführung eine „frohe Stimmung und ein Gefühl der Befreiung“ einstellt, weil das Nervensystem der Wirbelsäule stimuliert wurde, besonders das sympathische Nervensystem, dessen Ganglionkette das Rückgrat säumt. Dhanurasana entfalte auch eine anregende Wirkung auf den Verdauungstrakt und die angegliederten Drüsen. Die Nieren würden enorm profitieren, da sie gut durchblutet werden und Giftstoffe viel leichter ausscheiden.

## Variationen
Der Schaukelbogen
Aus der statischen Endstellung kann der Bogen weiter in eine dynamische Bewegtheit übergeführt werden, in dem man in der Stellung vor und zurück schaukelt.
Parsva Dhanurasana
Im Bogen rollt man sich auf die linke bzw. rechte Seite und bleibt ansonsten in der Ausführung der Asana. Parsva bedeutet „seitlich“.
Purna Dhanurasana

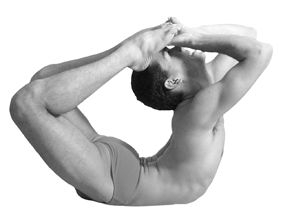
Purna Dhanurasana, Ausführung mit den Füßen zum Kopf

Mit den Händen fasst man die Zehen bzw. den Spann und strebt aus der Wirbelsäule ein stetiges Wachstum nach oben zu einem höchstmöglichen Punkt an oder bringt die Füße in Berührung zum Kopf. Purna heißt übersetzt „ganz“. B. K. S. Iyengar nennt diese Stellung Padangushtha Dhanurasana. Padangushtha setzt sich aus den Sanskritwörtern pāda „Fuß“ und angushtha „Daumen“ zusammen.